# Купол

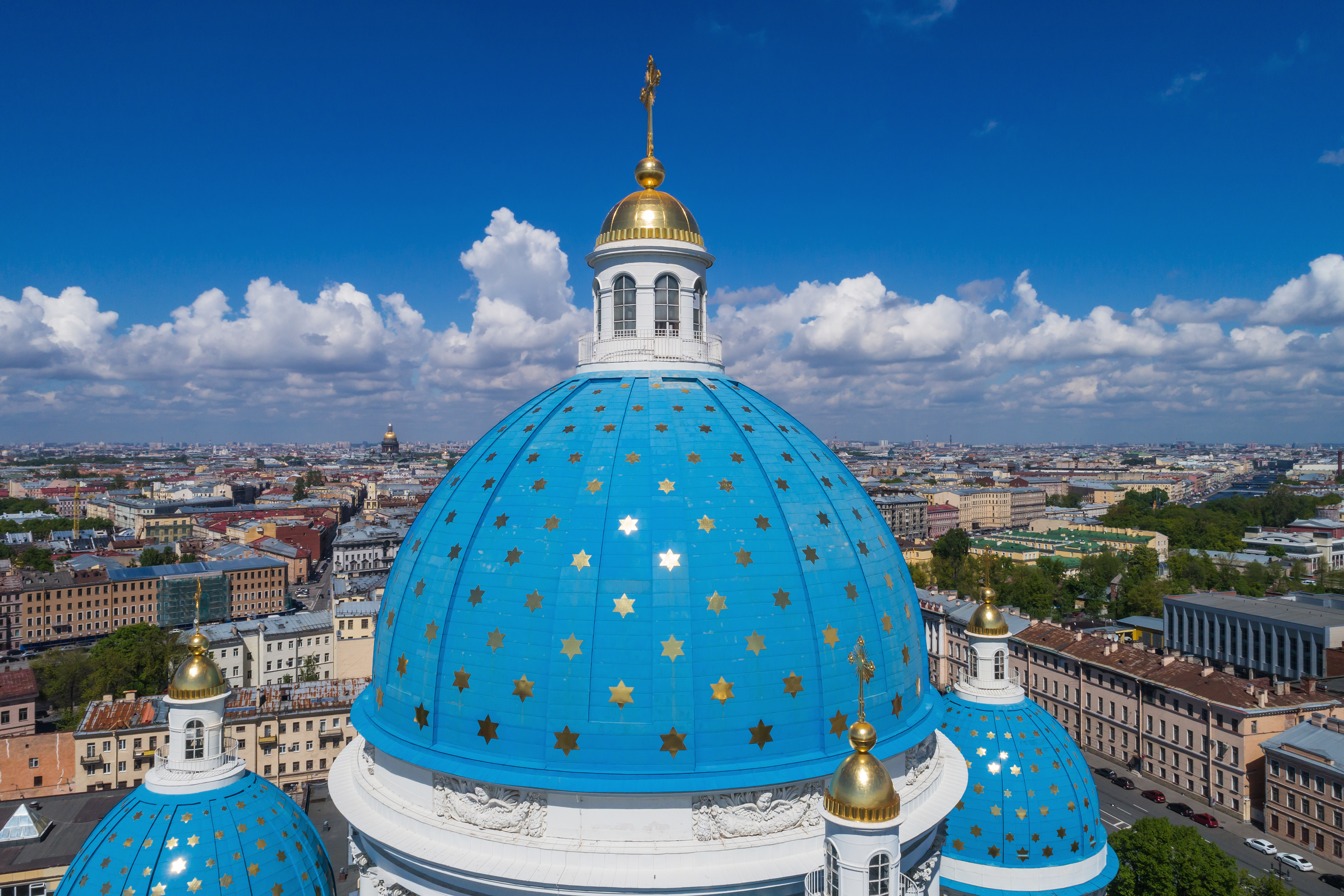
Главный купол Троице-Измайловского собора в Санкт-Петербурге

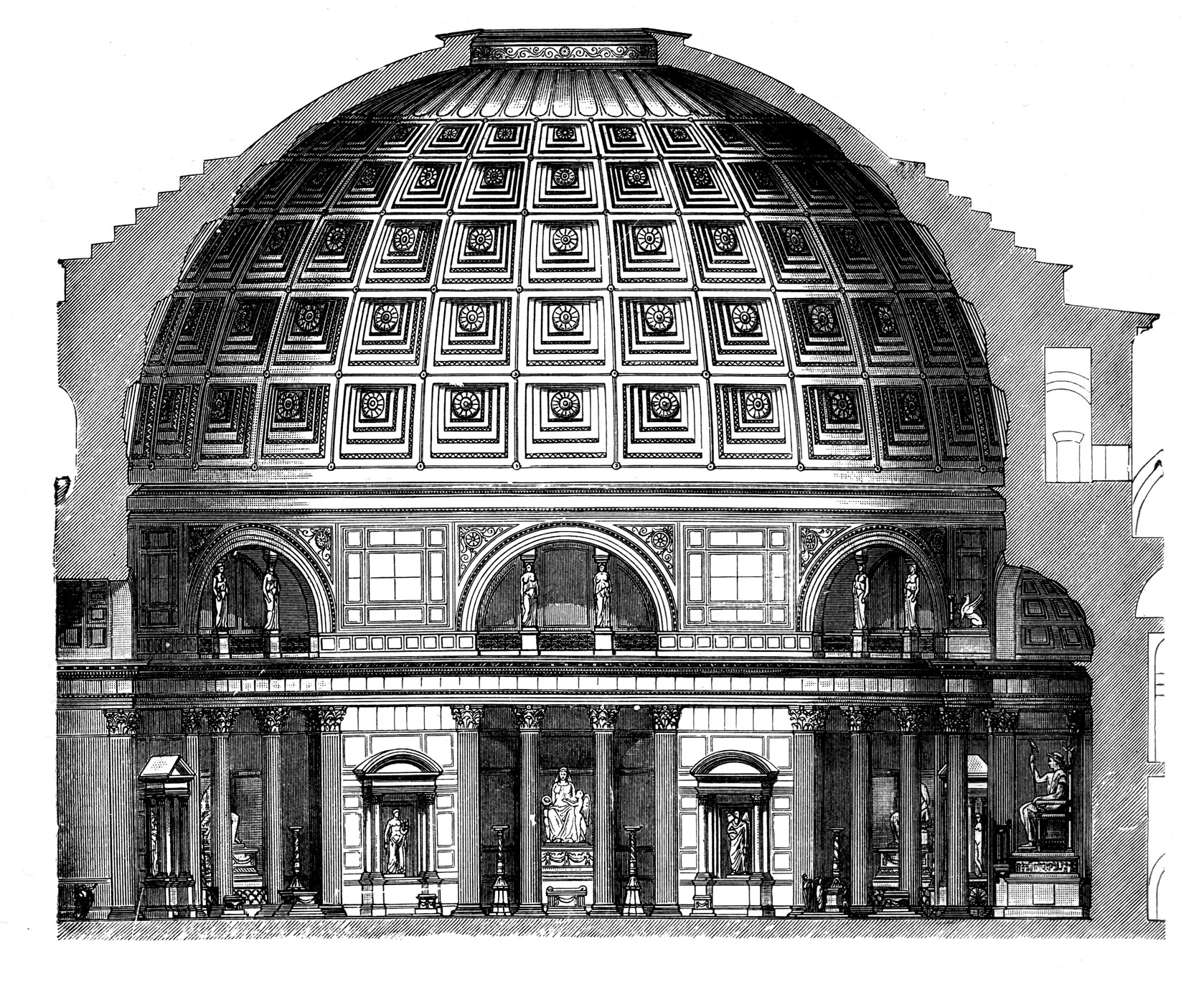
Разрез купола Пантеона

Ку́пол (итал. cupola — купол, свод, от лат. cupula, уменьшительное от cupa  — кубышка, кубок) — пространственное покрытие зданий и сооружений, по форме близкое к полусфере или другой поверхности вращения кривой (эллипса, параболы и т. п.). Купольные конструкции используются преимущественно для перекрытий круглых, многоугольных, эллиптических в плане помещений и позволяют перекрывать значительные пространства без дополнительных промежуточных опор. Образующими формами служат различные кривые, выпуклые вверх. От вертикальной нагрузки в купольных конструкциях возникают усилия сжатия, а также горизонтальный распор на опорах.

## История
История куполов началась ещё в доисторические времена, они встречаются в доисторических памятниках Галлии, в нурагах, или нурагенах, Сардинии (они представляют собой круглую каменную платформу, на которой стоит обыкновенно конический столб с округлённой вершиной, в котором находятся несколько камер, расположенных одна над другой; камеры эти перекрыты каждая ложным сводом), в надгробных памятниках Лидии, в сокровищницах первобытной Греции (например, сокровищница Атрея в Микенах), в этрусских погребальных склепах, в нубийской пирамиде Курна; но более всего они были в употреблении, по-видимому, у древних халдеев и персов, как о том свидетельствуют дошедшие до нас изображения их построек и археологические раскопки, произведённые в местах нахождения их давно исчезнувших городов. Древние купола были ложными. В них горизонтальные ряды каменной или кирпичной кладки нависали один над другим и не передавали стенам горизонтальных усилий. Зодчество классической Греции почти не прибегало к форме купола; тем не менее её представляет монолит, покрывающий собою небольшой хорагический памятник Лисикрата в Афинах.

Технологически сложные и большие каменные купола правильной сводчатой конструкции стали сооружать после изобретения бетона во время Римской архитектурной революции при строительстве храмов и больших общественных сооружений. Римляне, разработав приёмы кладки купола, в период расцвета своего искусства смело пользовались им для перекрытия без опор весьма обширных центрических пространств. Считается, что самый древний купол из ныне существующих расположен в римском Пантеоне, возведённом примерно в 128 году нашей эры. Здесь полусферический купол, снабжённый вверху круглым отверстием для пропуска света, перекрывает круглое здание 43½ м в диаметре. У древних римлян купол украшался изнутри разделкой в виде выступающих вперёд вертикальных и горизонтальных рёбер, образующих кессоны.
Позже традиция куполостроения была перенята византийской религиозной и культовой архитектурой. Византийские архитекторы впервые удачным образом разрешили задачу помещения купола над основанием не только круглого, но и квадратного и вообще многоугольного плана посредством устройства тромпов и парусов, или пандантивов. Кульминацией этого периода стало применение парусной технологии при возведении Софийского собора в Константинополе. Купол стал важнейшим элементом архитектуры византийского храма. Усовершенствованный византийцами купол распространился из Византии по всем её провинциям и странам, подвергшимся её влиянию. Купола над крестово-купольными храмами стали возводить на западе Европы, в Армении (церковь Святой Рипсиме в Эчмиадзинском монастыре, VII век), Грузии (храм Джвари около Мцхеты, VII век) и на Руси (собор Святой Софии в Киеве, XI век). На Апеннинском полуострове куполами известны Баптистерий православных и базилика Сан-Витале в Равенне, собор Святого Марка в Венеции (здесь над куполом устроена кровля, отличающаяся от него очертаниями; начало строительства — IX век); на берегах Рейна — императорская капелла в Ахене; во Франции — Собор Сен-Фрон в Перигё.
После завоевания мусульманами империи Сасанидов и Византийского Ближнего Востока купол стал также частью мусульманской архитектуры (мечеть Биби Ханум в Самарканде, начало XV века).
Высшую степень развития купол получил в итальянском зодчестве эпохи Возрождения (купол флорентийского собора Санта-Мария-дель-Фьоре (Брунеллески, XV век), купол над римским собором Святого Петра (Микеланджело, XVI век) и многие другие). В период барокко купола были атрибутом самых больших построек и дворцов.
В XIX веке купол стали использовать при строительстве важнейших государственных сооружений. В строительстве домов купола использовались редко. При возведении куполов стали использовать металлический каркас, железобетон, остекление. Замечательны по своей величине, искусной конструкции и изяществу купола́ собора Инвалидов и Пантеона в Париже, лондонского собора Святого Павла, в Германии — берлинского Королевского музея (К. Шинкель); в России — московского храма Христа Спасителя и петербургского Исаакиевского собора.
В XX веке с развитием технологии строительства и появлением новых материалов, в том числе полимерных, архитекторы стали проектировать ещё более разнообразные формы купольных перекрытий (например, геодезические купола Р. Фуллера). Купола получили большое распространение при строительстве спортивных и зрелищных сооружений.
|  |                                               |  |                             |  |                                         |  |                                                                      |  |                                       |
|  | Нураг в Лосе, Сардиния. Современное состояние |  | Памятник Лисикрата в Афинах |  | Кессонированный купол римского Пантеона |  | Макет-реконструкция первоначального облика Софийского собора в Киеве |  | Купола собора Святого Марка в Венеции |

## Купол в исламской архитектуре
Одними из старейших примеров куполов в исламском зодчестве являются конструкции Купола Скалы, Купола Цепи и мечети Аль-Акса в Иерусалиме, а также Мечеть Омейядов в Дамаске. Все эти сооружения наследовали черты, свойственные византийской архитектуре, прообразы, использованные архитекторами этих зданий, ведут к византийским купольным зданиям с внутренним обходами и базиликам. Однако исламские мастера сумели отойти от знакомых им образцов и создали примеры истинно мусульманского творчества. Купол Скалы был построен в 691 году по инициативе Абд аль-Малика. Возможно, при его создании мастера ориентировались на конструкции храма Гроба Господня. Купол сооружения представляет собой двухслойную деревянную конструкцию 20,44 метра в диаметре и 30 метров в высоту. Он покоится на барабане, подпираемом шестнадцатью колоннами и столбами. Вокруг этого круга колонн располагается октогональная аркада из 24 колонн и столбов. В настоящее время купол покрыт снаружи позолоченным алюминием. Несмотря на то, что за прошедшие века конструкция перенесла множество повреждений, в целом она осталась неизменной с древнейших времён. Купол Цепи стал прообразом многих последующих сооружений с октогональной структурой в основании.
Следует отметить купольные конструкции в таких древнейших сооружениях, как, например, мечеть Укба в Кайруане, Тунис, где имеется несколько куполов, крупнейший из которых располагается над михрабом и проходом из молельного зала во внутренний двор. Купол покоится на восьмиугольном барабане, в основании которого квадратная база. Данный купол, история которого уходит к первой половине девятого века, считается одним из старейших и наиболее примечательных куполов в исламской архитектуре. Кордовская соборная мечеть (ныне римско-католический собор в Кордове, Испания, также относится к жемчужинам исламской архитектуры. Он имеет четыре купола, центральный из которых базируется на четырёхугольном основании из арок, которые развиваются в восемь перекрещивающихся арок, которые и поддерживают купол.

## Виды куполов

### Купол «с напуском»

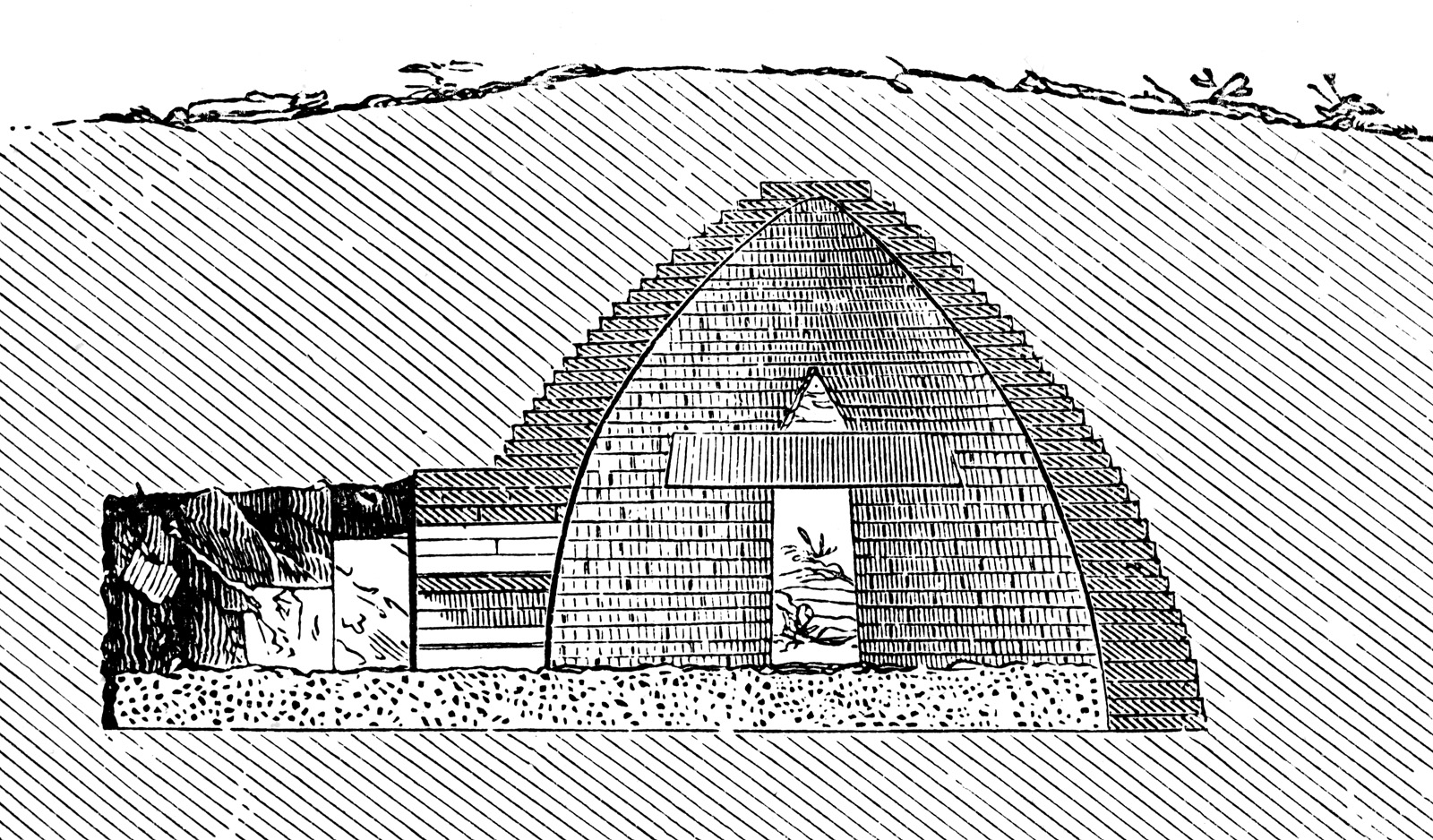
Купольный свод Сокровищницы Атрея

Поясной купол, правильнее: «Купол с напуском», отличается от «настоящего купола» тем, что он состоит из отдельных горизонтальных слоёв: каждый следующий слой немного сдвигается к центру и выступает над предыдущим (в отдельных случаях поддерживается консолью), сходясь в верхней точке. Такие архаичные купола выкладывали из крупных, стёсанных с одной стороны под углом камней, из плинфы (плоских камней) или кирпичей на цементе. Примером такого купола является Сокровищница Атрея.

### Купол-луковица

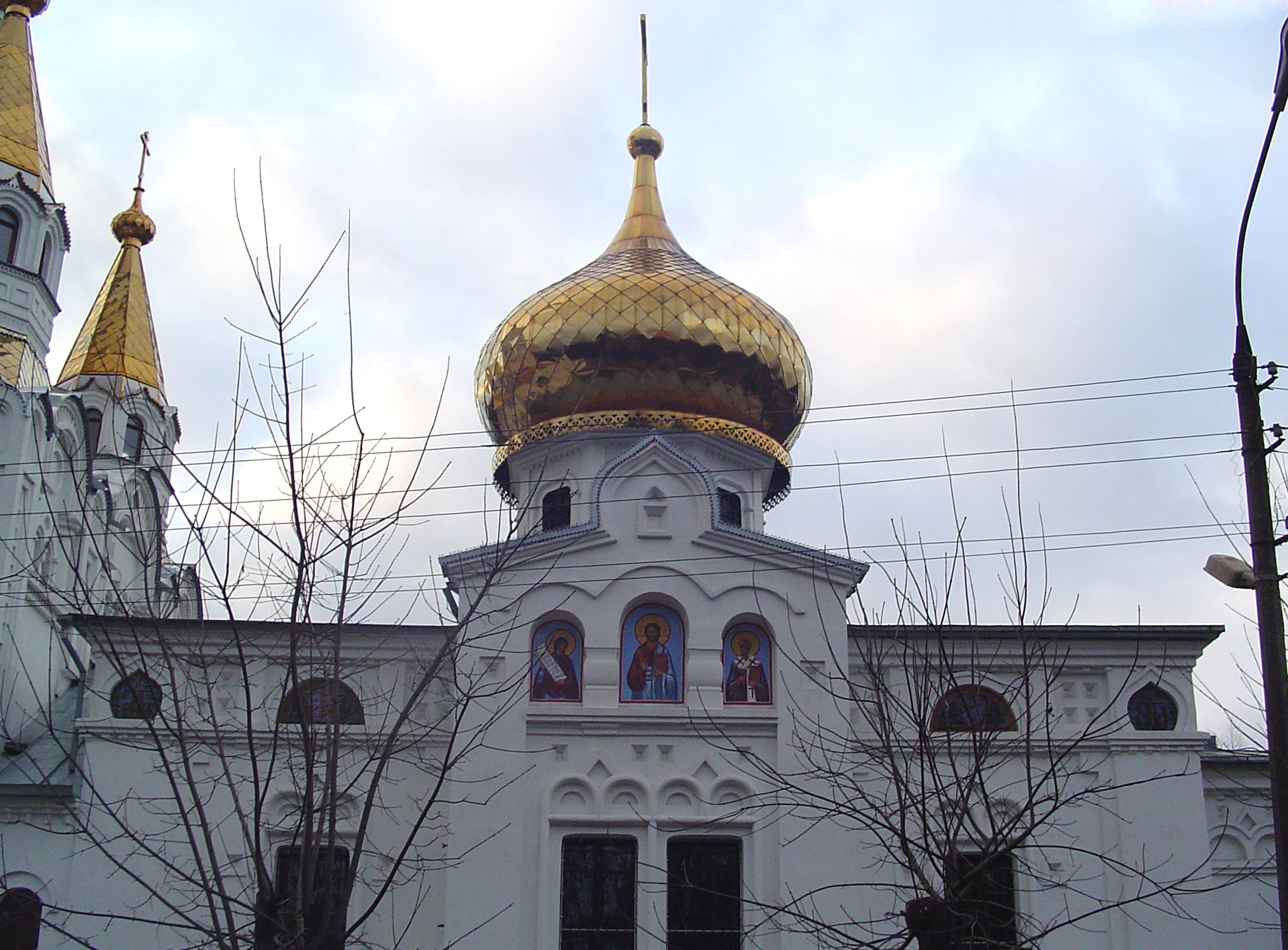
Купол-луковица. Пушкино, Боголюбская церковь

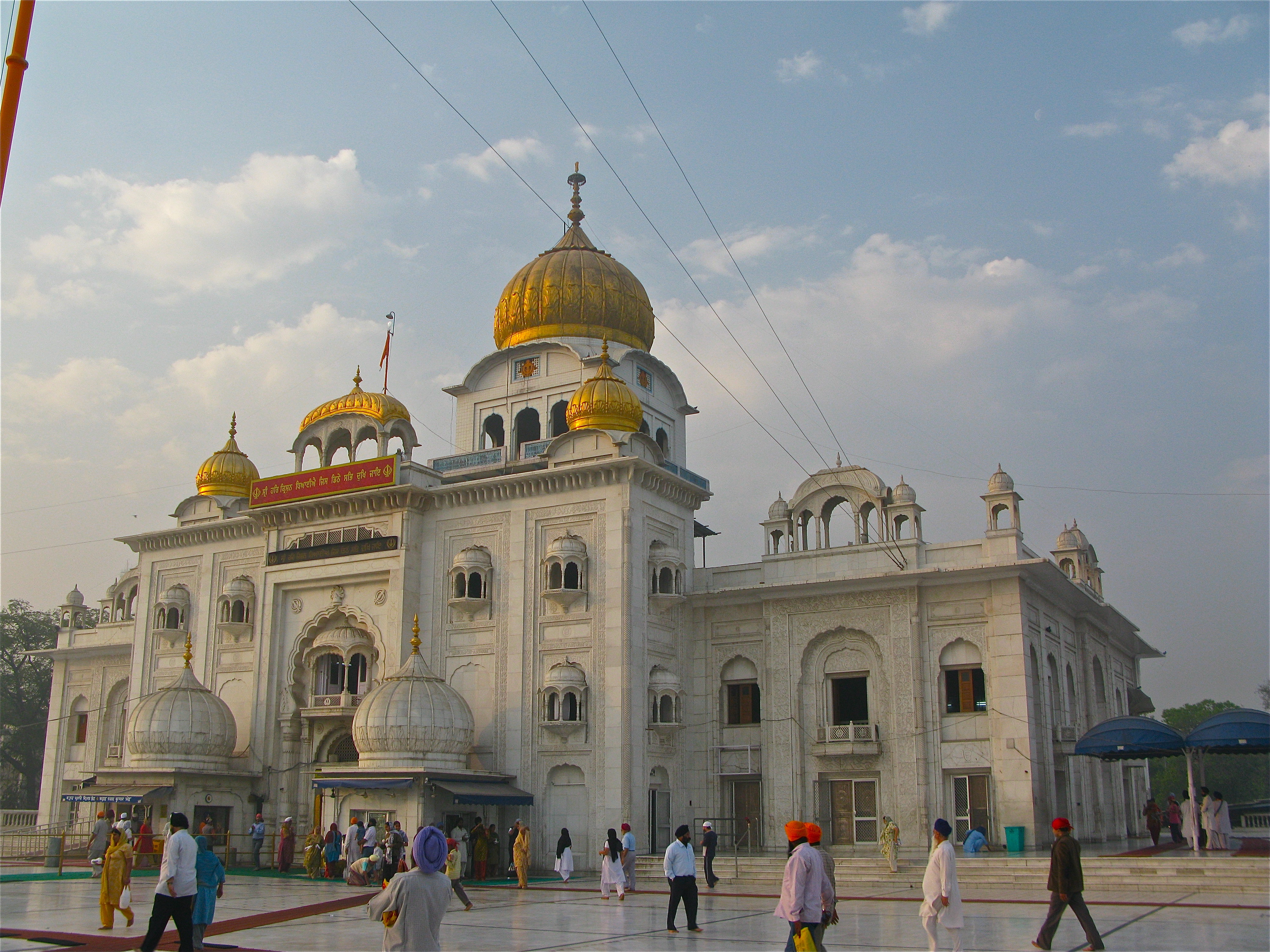
Купол-луковица. Дели, Гурдвара Бангла Сахиб

Купол-луковица имеет выпуклую форму, плавно заостряющуюся на вершине, похожую на луковицу. Чаще всего такие купола применяются в России, Турции, Индии и на Среднем Востоке. Купола такой формы чаще всего используются в строительстве храмов русской православной церкви. Хотя самые ранние каменные церкви на Руси имели купола византийского (парусного) стиля, позднее они почти полностью были вытеснены куполами-луковками. Такие купола имеют больший диаметр, чем основание, установлены на барабане, а их высота обычно превышает ширину. Хотя самые ранние сохранившиеся постройки с таким типом купола относятся к XVI веку, иллюстрации из старых хроник свидетельствуют, что они появились уже не позднее конца XIII века. Как и шатры, купола первоначально использовались только в деревянных церквях и стали применяться в каменной архитектуре гораздо позже. Но и тогда они изготовлялись из дерева или металла и устанавливались на каменный барабан. Известным инженером-архитектором, специализировавшимся на куполах православных церквей, был Сергей Николаевич Падюков (1922—1993), конструировавший купола и участвовавший в постройке и реконструкции 44 церквей в США.
Церковь с несколькими куполами-луковицами является типичной формой русской церковной архитектуры, которая отличает её от архитектуры других православных народов и христианских конфессий. Исторически первыми примерами подобных русских церквей являются деревянный предшественник Софийского собора в Новгороде с 13-ю куполами (989) и первый храм на месте каменной Десятинной церкви с 25-ю куполами в Киеве (989—996). Количество куполов обычно имеет символическое значение в русской архитектуре, например, 13 куполов символизируют Христа с 12 апостолами, а 25 куполов — ещё и с 12 пророками Ветхого Завета. В сравнении с византийскими (парусными) куполами, купола русских церквей обычно меньшего размера и часто покрываются позолотой или ярко окрашиваются.

### Овальный купол

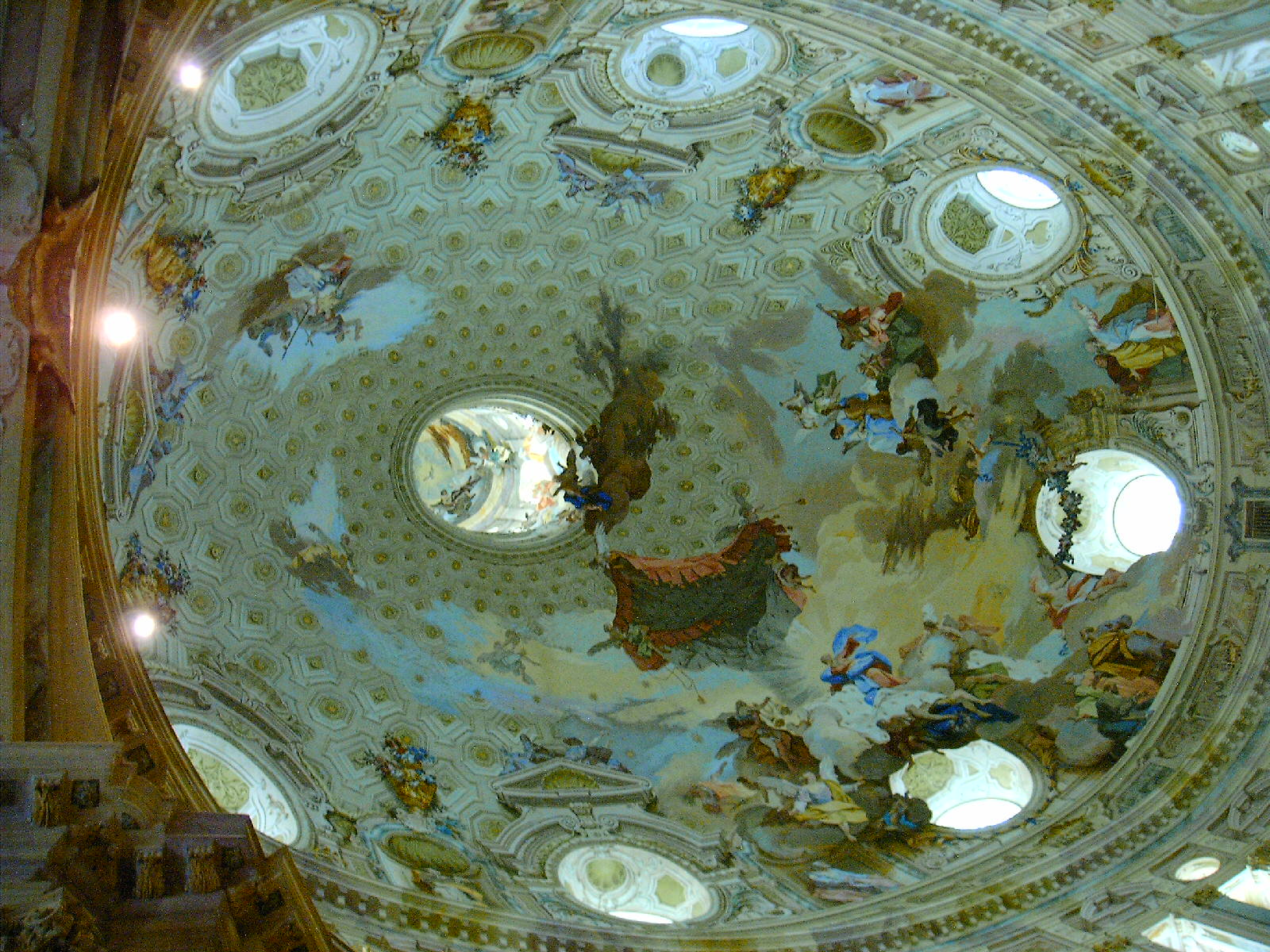
Овальный купол

Овальные купола являются частью архитектуры барокко. Само название происходит от латинского слова ovum, означающего яйцо. Чаще всего овальные купола связывают с именами архитекторов Л. Бернини и Ф. Борромини, однако первый овальный купол барокко был построен Джакомо да Виньола для церкви Сант-Андреа-ин-Виа-Фламиниа (называемой также Сант’Андреа-дель-Виньола). Строительство было заказано папой Юлием III в 1552 году и окончено в следующем году. Самый большой овальный купол был построен в Викофорте архитектором Франческо Галло.

### Полигональный купол

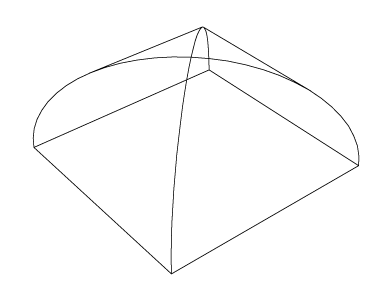
Полигональный купол

Горизонтальные сечения полигональных куполов представляют собой многоугольники. Одним из самых известных примеров таких куполов является восьмиугольный купол собора Санта-Мария-дель-Фьоре во Флоренции, возведённый Филиппо Брунеллески.

### Парусный купол

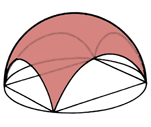
Парусный купол

Парусные купола, называемые также византийскими куполами, представляют собой парус, основания которого не просто образуют арки для поддержки купола над ним, а сходятся к центру пространства, таким образом сами образуя купол. Такие купола похожи на квадратный парус, закреплённый снизу в четырёх углах и поддуваемый снизу.

### Купол-блюдце

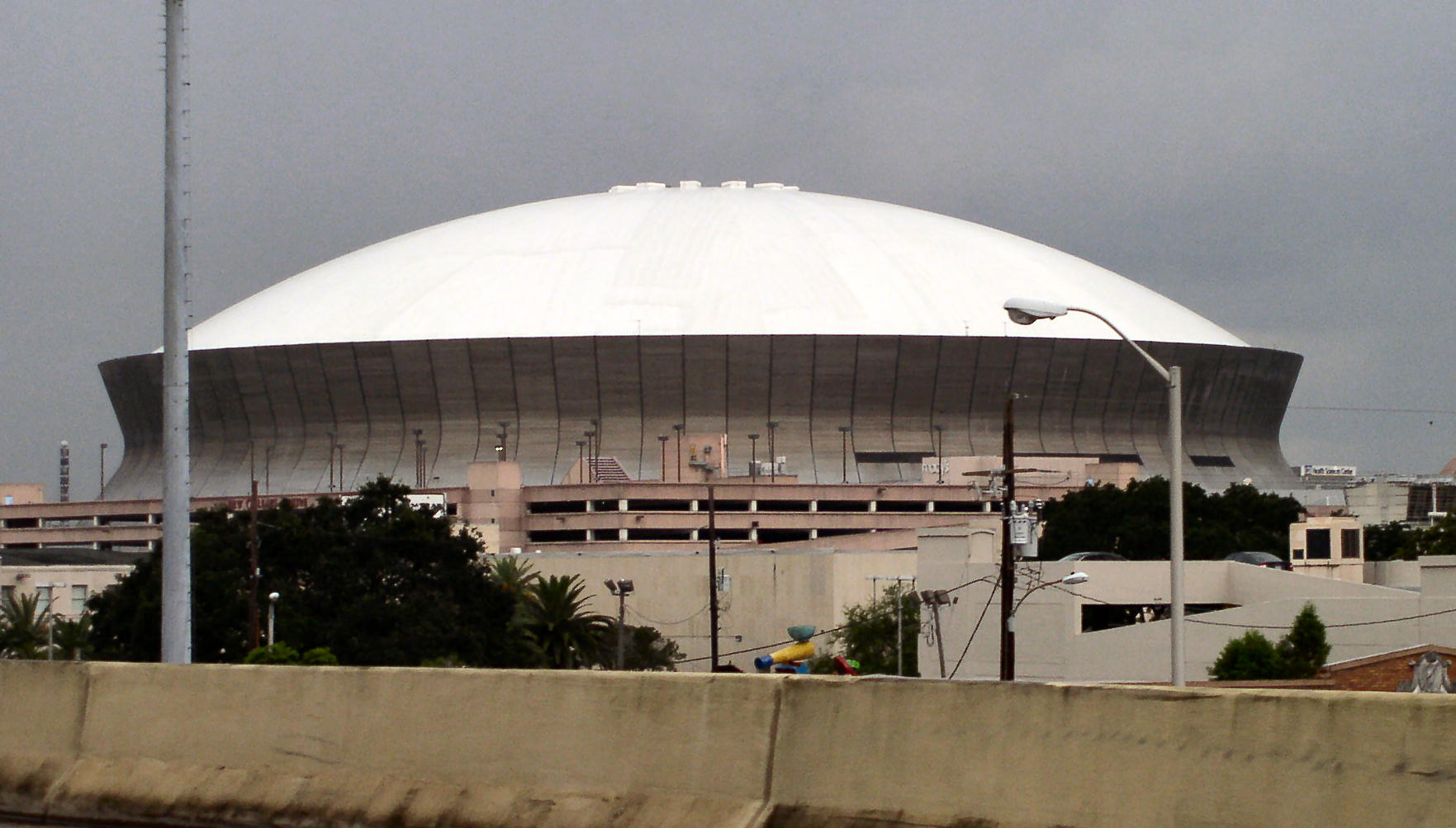
Большой купол-блюдце

Купол-блюдце представляет собой неглубокий, с малым углом между горизонталью и поверхностью у основания. Геометрически, горизонтальное сечение таких куполов является окружностью, а вертикальное — сегмент круга (то есть её часть). Купола-блюдца ниже, чем другие виды куполов. Многие из самых больших существующих в наше время куполов имеют такую форму.
Купола-блюдца приобрели популярность в XVIII веке и остаются популярными по сей день. Зачастую они используются как элемент внутреннего дизайна помещения, располагаясь в пространстве чердачных помещений. В этом случае купол оказывается не виден снаружи, а внутри создаёт ощущение увеличенного пространства. Часто такие купола украшают орнаментами или фресками.
Такие купола иногда использовались при возведении византийских церквей и османских мечетей. Большинство мечетей Индии, Пакистана, Ирана и Афганистана покрыты куполом-блюдцем.

### Купол-зонтик

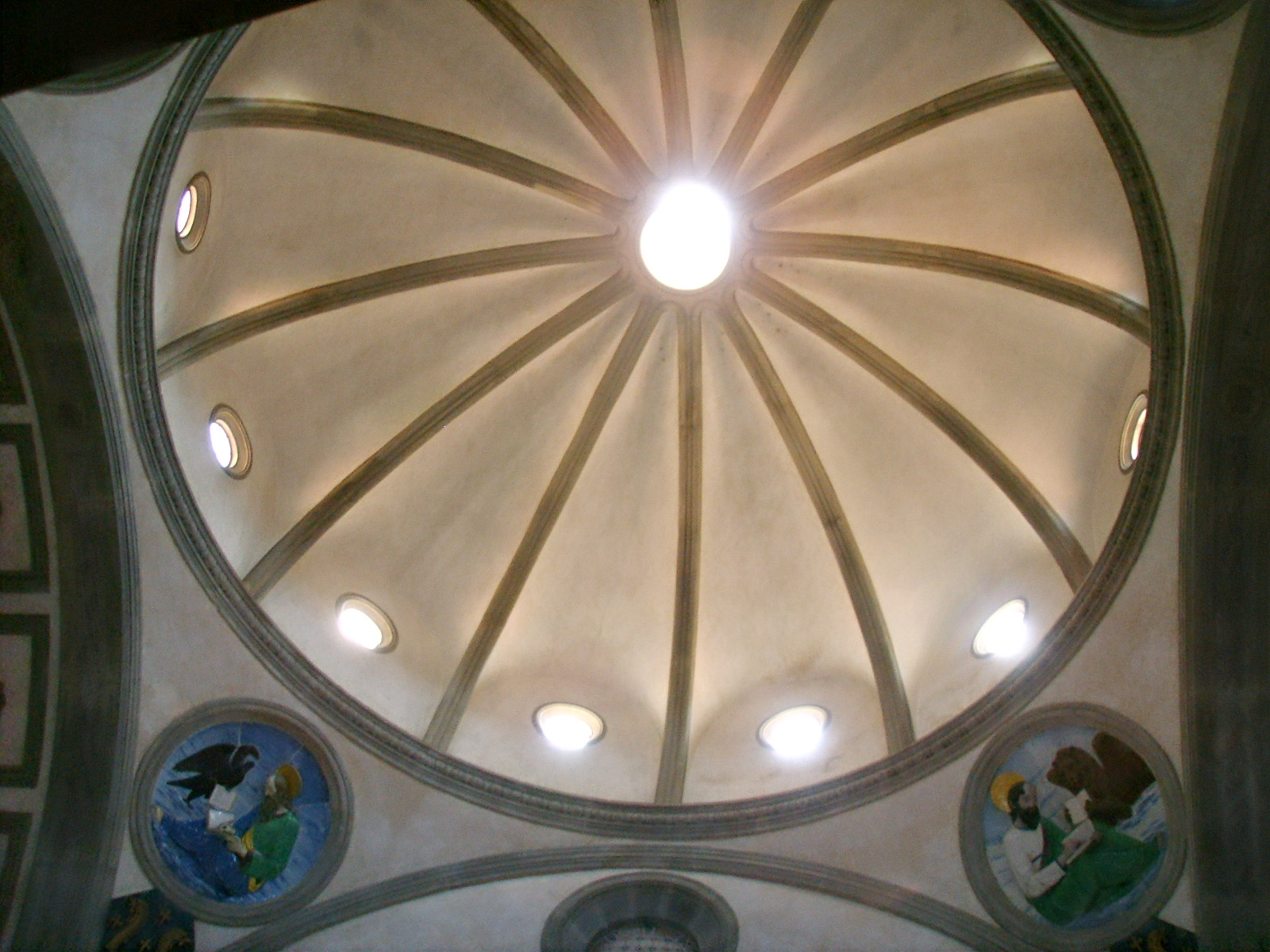
Купол-зонтик. Капелла Пацци в церкви Санта-Кроче. Флоренция

Купола-зонтики разделены на сегменты рёбрами, расходящимися от центра к основанию купола. Заполнение пространства между рёбрами расположено в форме арок, которые передают вертикальную нагрузку на рёбра. Центральный купол Софийского собора построен по такой схеме, что позволило архитектору расположить витражи между рёбрами на основании купола. Главный купол собора Святого Петра также имеет такую форму.

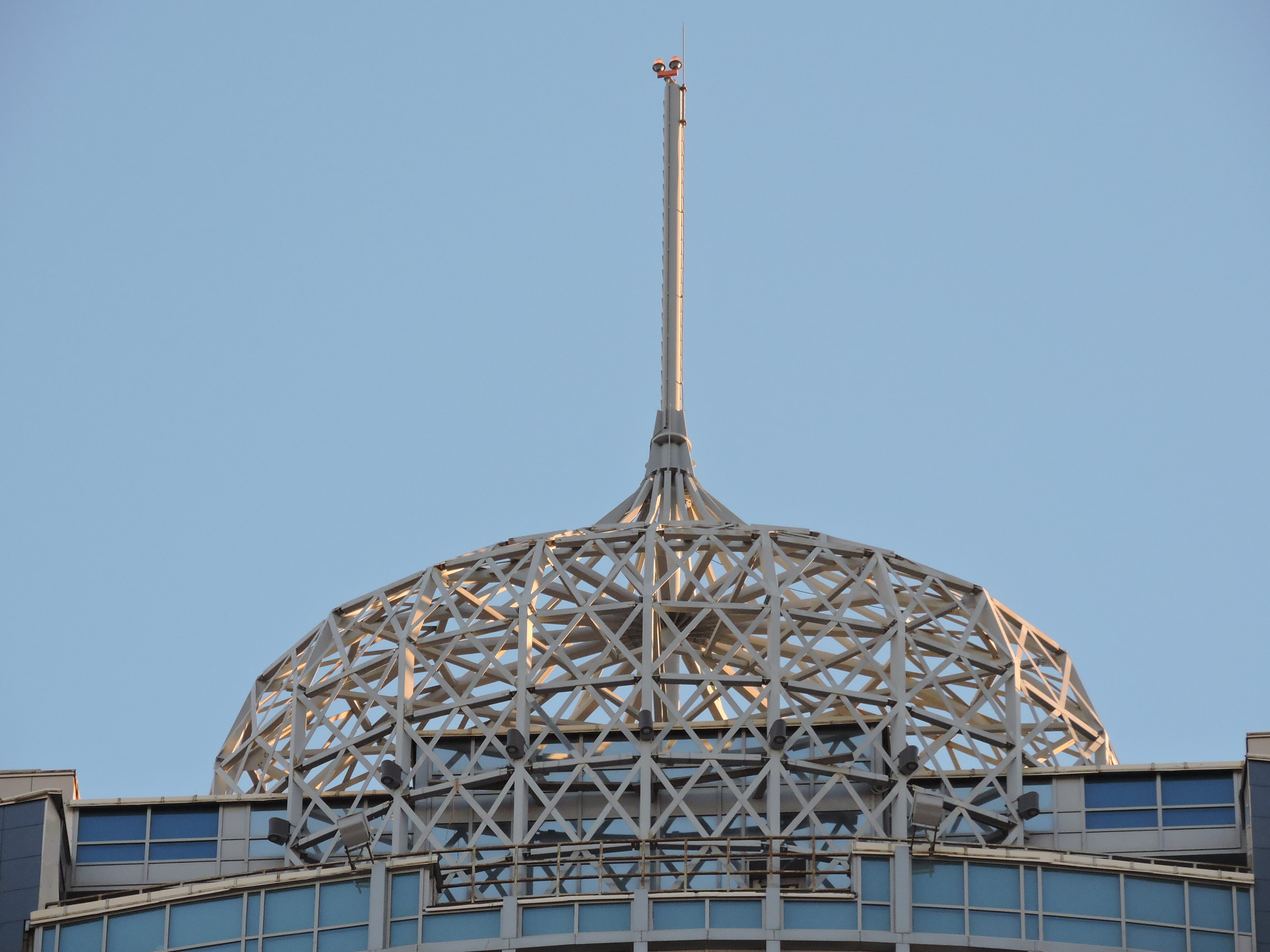
Решётчатый купол-зонтик. ЖК «Князь Александр Невский». Санкт-Петербург

## Известные купольные конструкции
|  |                                      |  |                                           |  |                                       |  |                |  |                           |
|  | Собор Святой Софии в Константинополе |  | Собор Санта-Мария-дель-Фьоре во Флоренции |  | Исаакиевский собор в Санкт-Петербурге |  | Стадион в Оите |  | Стадион Релайант Астродом |

| Год                                    | Диаметр | Название                          | Месторасположение       | Создатель                   | Примечания                                                                                         |
| -------------------------------------- | ------- | --------------------------------- | ----------------------- | --------------------------- | -------------------------------------------------------------------------------------------------- |
| 1250 год до н. э. — I век до н. э.     | 14,5 м  | Сокровищница Атрея                | Микены, Греция          |                             | Поясной купол                                                                                      |
| I век до н. э. — 19 год до н. э.       | 21,5 м  | Храм Меркурия                     | Байи, Италия            | Римская империя             | Первый монументальный купол                                                                        |
| 19 год до н. э. — начало II века н. э. | 25,0 м  | Термы Агриппы                     | Рим, Италия             | Римская империя             | Первые термы в Риме, где использован купол для главного здания                                     |
| Начало II века н. э. — 128 год         | 30,0 м  | Термы Траяна                      | Рим, Италия             | Римская империя             | Полукупол                                                                                          |
| 128—1436                               | 43,4 м  | Пантеон                           | Рим, Италия             | Римская империя             | Крупнейший неармированный бетонный купол в мире (вплоть до настоящего времени)                     |
| 1436—1881                              | 45,52 m | Санта-Мария-дель-Фьоре            | Флоренция, Италия       | Архиепархия Флоренции       | Крупнейший в мире купол из кирпичной кладки на известковом растворе (вплоть до настоящего времени) |
| 1881—1902                              | 46,9 м  | Королевский госпиталь в Девоншире | Бакстон, Великобритания | Cotton Famine Relief Fund   | |
| 1902—1913                              | 59,45 м | Уэст-Баден-Спрингс                | Уэст-Баден-Спрингс, США | Lee Wiley Sinclair          | Купол из стекла и стали                                                                            |
| 1913—1930                              | 65,0 м  | Зал Столетия                      | Вроцлав, Польша         | Германская империя          | Купол из железобетона                                                                              |
| 1930—1955                              | 65,8 м  | Здание рынка в Лейпциге           | Лейпциг, Германия       |                             | Купол из железобетона                                                                              |
| 1955—1957                              | 101,5 м | Bojangles' Coliseum               | Шарлотт, США            | Thompson and Street         | Купол из конструкционной стали                                                                     |
| 1957—1965                              | 109 м   | Belgrade Fair                     | Белград, Сербия         | Белградская ярмарка — Зал 1 | Крупнейший в мире купол из преднапряжённого бетона                                                 |
| 1965—1975                              | 195,5 м | Релайант Астродом                 | Хьюстон, США            | H.A. Lott, Inc.             | |
| 1975—1992                              | 207 м   | Мерседес-Бенц Супердоум           | Новый Орлеан, США       | Blount International        | Каркас из конструкционной стали                                                                    |
| 1992—2001                              | 256 м   | Стадион Джорджия                  | Атланта, США            | Брэнсфилд и Горри           | Конструкция типа тенсегрити                                                                        |
| 2001—2009                              | 274 м   | Стадион Оита Бэнк                 | Оита, Япония            | Кисё Курокава               | Убирающаяся крыша                                                                                  |
| 2009 — настоящее время                 | 275 м   | Стадион Ковбойз                   | Арлингтон (Техас), США  | HKS, Inc.                   | Убирающаяся крыша                                                                                  |

## Купол в религии
Купола занимают важное место в христианской и мусульманской архитектуре. Большинство православных церквей и мусульманских мечетей, а также многие католические соборы венчаются куполами.
Для многих вероучений купол имеет символическое значение. Так, в православии купол является символом Небесного Царства и порой украшается изображениями Бога, ангелов и святых.

## В искусстве
- песня «Купола Российские» В. Высоцкого 1979 года (известна также в исполнении Г. Лепса )
- песня «Купола» М. Круга

## Конструкции на основе купола

### Тандыр
Печь-жаровня у народов Азии, которая имеет яйцеобразную форму, повторяющую форму традиционного кувшина с круглым отверстием сверху. Тандыр в своей верхней части — купольная конструкция, причём купол со внутренней стороны имеет важное назначение: это поверхность, на которую естественным образом налипает сырое тесто, раскатанное в широкий нетолстый блин; после запекания в горячем воздухе печи готовое изделие легко снимается со внутренней поверхности. Существуют тандыры весьма больших размеров; иногда они использовались также как ёмкости для хранения зерна и прочего и, даже, — убежища для женщин и детей во время военных действий. Тандыр, вероятно, навёл древних архитекторов на мысль создания свода в виде купола в уже крупных постройках, соизмеримых с человеческим телом.

### Гумбаз
В Турции, Иране и ряде стран Центральной Азии под названием «гумбаз» купольные конструкции применялись очень широко в строительстве сардоба, караван-сараев, мавзолеев, усыпальниц, бань и многих других сооружений. Искусство сооружения куполов-гумбазов достигло в Азии исключительного совершенства. Из Азии искусство возведения купольных перекрытий проникло в некоторые районы Африки. Все гумбазы возводились способом особой кирпичной кладки. Это достигалось путём изощрённой технологии изготовления кирпича, связующего кладочного раствора, особой техники кладки, в необходимых случаях — применением высокохудожественных отделочных материалов купола. Всё это позволяло создавать перекрытия больших размеров, разнообразить геометрические формы гумбаза, возводить конструкции исключительной механической прочности и поразительной долговечности.
В сакральной традиции ряда народов и культур Азии сферический купол-гумбаз олицетворял символ Мира — небесный свод, открывавшийся взору человека ночью. Классической формой храма стал прямоугольный кубический объём, символизирующий четыре стороны света, перекрытый идеально круглым в плане куполом-гумбазом — «небесным сводом». Классическим сооружением этого типа является шедевр мирового зодчества Мавзолей Саманидов в Бухаре.

### Сардоб
Чрезвычайно своеобразным и уникальным в архитектурной, инженерной и строительной практике является конструкция сардоба — крытых хранилищ пресной воды в Азии. Здесь очень часто купол-гумбаз становился самодостаточным архитектурным феноменом, выросшим из утилитарных потребностей сбора и хранения талых снеговых и дождевых вод. Реже в сардоб подводилась вода арыков или кяризов. Купол-гумбаз в сардоба выполнял несколько функций: предохранение пресной воды в бассейне-хранилище от пылевых и песчаных бурь и создание тени над бассейном для уменьшения испарения влаги. В отдельных сардоба, где бассейн опоясывала галерея — под куполом сардоба путешествующие останавливались на дневной отдых, когда в палящую жару передвижение было невозможно и здесь, в тени купола у воды, можно было дожидаться наступления ночной прохлады и вновь отправляться в путь, ибо караваны в пустынях передвигались в тёплое время года исключительно ночью. Помимо колодцев, кяризов и арыков сардоб обеспечивал пресной водой дороги и караванные пути и в ряде мест был единственным источником воды. Без сардоба немыслимы торговля и путешествия. Экономика и транспортная логистика ряда стран Передней и Центральной Азии, а также Африки вплоть до середины XX века обеспечивалась в отдельных местностях исключительно сардоба. Этот шедевр гидротехнического искусства древности только лишь одним своим существованием определял нередко исторические судьбы стран и народов. Сардоба стали архитектурным сооружением, где купол определял эстетическое восприятие всей постройки в целом, являясь главенствующим конструктивным и визуальным элементом в силу его технологического предназначения.
Гумбазы в архитектурной культуре народов Азии имеют исключительное значение: с одной стороны — как удобная и технологичная конструкция перекрытия помещений различного назначения, так и чрезвычайно выразительный, нередко — доминирующий в облике здания самодостаточный элемент. Гумбаз выполняет здесь двойственную функцию: собственно перекрытие нижестоящего объёма и, в эстетическом, сакральном, идеологическом, конфессионном значении, — мощную визуальную функцию воздействия на зрителя как своей формой — часто главенствующим гармоничным элементом здания в целом, так и декоративным внешним и внутренним оформлением. Одним из наиболее известных гумбазов в мировом архитектурном наследии является величественный купол усыпальницы Гур-Эмир в Самарканде.
Сардоб и гумбаз как родственные купольные конструкции, родившиеся на просторах Азии, таким образом, являются в архитектурной традиции Востока крайними противоположностями: предельно лаконичная и абсолютно функциональная архитектоника купола сардоба и изощрённая, разнообразная форма и декор гумбаза — особенно в культовых или мемориальных сооружениях, нередко — грандиозных размеров, поднятый на «недосягаемую высоту» и сияющий столь любимым на Востоке синим цветом смальты и голубых изразцов.

### Яранга
Традиционное переносное жилище сборно-разборной лёгкой каркасно-купольной конструкции ряда народов Северо-Востока Сибири. Уникальная по простоте и функциональности инженерная конструкция, позволяющая людям жить и работать в чрезвычайно суровых климатических условиях низких температур атмосферного приземного воздуха и грунта, а также сильных ветров, пурги, снегопадов. Конструкция яранги также защищает находящихся внутри людей от нападения хищных животных. Подобные яранге купольные конструкции жилища известны у приморских народов Тихоокеанского побережья; это купола из шкур животных, созданные на каркасе костей китов и других крупных обитателей океана.

### Иглу
Безопорный купол, возводимый из блоков плотного слежавшегося снега или льда — традиционная жилая постройка у эскимосов. Уникальная, ни на что не похожая конструкция безопорного купола, выполненная «из ничего» по особой, свойственной лишь этому сооружению, технологии. Возведение иглу осуществляется не так просто: необходим снежный покров определённой толщины и крепости — так называемый «слежавшийся снег», ещё лучше — фирн. Вырезанным из снега прямоугольным блокам-кирпичам придают несколько клиновидную форму и возводят купол путём укладки блоков по спирали вверх с некоторым наклоном внутрь; швы забивают или затирают снегом же. Купол обычно «глухой»; отверстие-вход в классическом варианте делается ниже уровня пола, чтобы тепло не уходило из-под купола. Сильные ветры, наполняющие воздух кристаллами льда, истирают наветренную сторону иглу, поэтому стенка здесь либо утолщается, либо — возводится отдельная ветрозащитная стенка из снежных блоков.